# Nacionalni institut za standarde i tehnologiju
Nacionalni institut za standarde i tehnologiju (engl. National Institute of Standards and Technology, NIST) je glavna metrološka ustanova u SAD, odnosno istraživačka agencija koja deluje u okviru federalnog Ministarstva trgovine. Osnovana je 1901. godine pod imenom Nacionalni biro za standarde (engl. National Bureau of Standards, NBS), a današnji naziv je dobila 1988. godine.
U njoj trenutno radi oko 2900 naučnika, istraživača, tehničara i pomoćnog osoblja.

## Spoljašnje veze
- Main NIST website
- The Official U.S. Time
- NIST Standard Reference Materials
- NIST Center for Nanoscale Science and Technology (CNST) Архивирано на веб-сајту  (9. март 2010)
- NIST Scientific and Technical Data
- NIST Digital Library of Mathematical Functions
- Manufacturing Extension Partnership
- Historic technical reports from the National Bureau of Standards (and other Federal agencies) are available in the Technical Report Archive and Image Library (TRAIL)